# The Boatman’s Call
The Boatman’s Call — десятый студийный альбом группы Nick Cave and the Bad Seeds, изданный в 1997 году. Был единодушно позитивно принят критиками.

## Об альбоме
Запись The Boatman’s Call началась в середине 1996 на студии Sarm West Studios в Лондоне и окончилась на Abbey Road Studios. Музыкальный тон альбома мрачный и минималистичный. Голос Кейва, более интимный, чем обычно, сопровождается фортепиано и струнными инструментами. Темп исполнения очень медленный, отражающий настроение многих песен. Многие тексты касаются личной жизни Ника и его душевных устремлений. «Where Do We Go Now But Nowhere?», как полагают, обращена к Вивиан Корнейро (мать младшего сына Кейва — Луки), а «West Country Girl», «Black Hair» и «Green Eyes» ссылаются на Пи Джей Харви, с которой у музыканта были непродолжительные отношения. «Into My Arms» Ник Кейв исполнил на похоронах австралийского музыканта Майкла Хатченса, записи выступления не осталось, так как музыкант потребовал выключить камеры из уважения к покойному. В октябре 2010 года альбом занял 26 место в списке «100 лучших австралийских альбомов».

## Список композиций
| #   | Название                                      | Продолжительность | Автор(ы) |
| --- | --------------------------------------------- | ----------------- | -------- |
| 1.  | Into My Arms                                  | 4:15              | Кейв     |
| 2.  | Lime Tree Arbour                              | 2:56              | Кейв     |
| 3.  | People Ain’t No Good                          | 5:42              | Кейв     |
| 4.  | Brompton Oratory                              | 4:06              | Кейв     |
| 5.  | There Is a Kingdom                            | 4:52              | Кейв     |
| 6.  | (Are You) The One That I’ve Been Waiting For? | 4:05              | Кейв     |
| 7.  | Where Do We Go Now But Nowhere?               | 5:46              | Кейв     |
| 8.  | West Country Girl                             | 2:45              | Кейв     |
| 9.  | Black Hair                                    | 4:14              | Кейв     |
| 10. | Idiot Prayer                                  | 4:21              | Кейв     |
| 11. | Far From Me                                   | 5:33              | Кейв     |
| 12. | Green Eyes                                    | 3:32              | Кейв     |

Другие песни
Ряд песен появился в рамках записи The Boatman’s Call, некоторые из них впоследствии вышли на сборнике группы B-Sides & Rarities и как би-сайды к синглам.
- «I Do, Dear, I Do»
- «The Garden Duet»
- «Wake Up My Lover»
- «Farewell, Goodbye, So Long»
- «I Got Another Woman Now, Dear»
- «Opium Tea» (вышла на B-Sides & Rarities)
- «Grief Came Riding» (вышла на B-Sides & Rarities)
- «Sheep May Safely Graze» (вышла на B-Sides & Rarities)
- «Little Empty Boat» (вышла на би-сайде к «Into My Arms»)
- «Bless His Ever Loving Heart» (вышла на B-Sides & Rarities)
- «Right Now I’m A-Roaming» (вышла на би-сайде к «Into My Arms»)
- «Come Into My Sleep» (вышла на би-сайде к «(Are You) The One That I’ve Been Waiting For?»)
- «Babe, I Got You Bad» (вышла на би-сайде к «(Are You) The One That I’ve Been Waiting For?»)

## Участники записи
- Ник Кейв — вокал, фортепиано, орган Хаммонда, синтезатор, вибрафон
- Мик Харви  — акустическая гитара, гитара, бас-гитара, орган Хаммонда, бас-орган, вибрафон
- Бликса Баргельд — гитара, пианино
- Уоррен Эллис — скрипка, пиано-аккордеон
- Джим Склавунос — мелодика, барабаны, колокольчики
- Конвэй Савэдж — фортепиано, бэк-вокал
- Мартин Кейси — бас-гитара
- Томас Уайдлер — барабаны, маракас